# Anastasijewskaja
Anastasijewskaja (ros. Анастасиевская) – stanica w Rosji, w Kraju Krasnodarskim, w rejonie sławiańskim. W 2010 liczyła 10 659 mieszkańców.